# Лееб, Эмиль
Эмиль Лееб (нем. Emil Leeb; 7 июня 1881, Пассау — 8 сентября 1969, Мюнхен) — немецкий офицер, последним удостоенный звания генерал артиллерии, руководитель Управления вооружений сухопутных сил вермахта. Участник Первой и Второй мировых войн. Младший брат генерал-фельдмаршала Вильгельма риттера фон Лееба.

## Биография
Лееб родился в небольшом городке Пассау в Баварии в семье, в которой существовали старинные военные традиции. Отцом Эмиля был майор Адольф фон Лееб.
Лееб вступил в ряды вооружённых сил в 1901 году, когда 7 июля поступил на службу в Баварскую армию в 4-й баварский полк полевой артиллерии (4. Bayerisches FeldArtillerie-Regiment «König»), где до этого служил его старший брат Вильгельм фон Лееб, после получения военного образования в кадетском корпусе. После первой мировой войны Лееб в чине гауптмана попал в состав рейхсвера, где 1 октября 1932 года получил звание полковника.
Позднее в этом же чине Лееб был назначен 1 апреля 1935 года в качестве командира 15-й пехотной дивизии во Франкфурте-на-Майне. Первым серьёзным испытанием Лееба в качестве командира дивизии был перевод частей дивизии из Вюрцбурга, где она была расквартирована до этого, во Франкфурт-на-Майне. За успешное командование он был в июле 1935 года сначала повышен до звания генерал-майора, а 1 августа 1937 года стал генерал-лейтенантом.
1 апреля 1939 года Лееб был назначен командующим 11-м военным округом в Ганновере. В его обязанности как командующего округом входило: обеспечение призыва военнообязанных (в связи с разрывом Германией Версальских соглашений), их соответствующая подготовка военному делу и проведение мобилизации в случае её объявления в районах, входящих в территориальную зону ответственности военного округа — Анхальт, Брауншвейг и Ганновер. Подготовив основной компонент округа к строевой службе, Лееб в августе 1939 года вместе с ним вошёл в состав действующей армии, сформировав из этого компонента штаб и соединения войск армейского корпуса. Таким образом, Лееб стал командиром 11-го армейского корпуса. Вспомогательный компонент округа, оставшийся в местах своей постоянной дислокации, фактически образовал состав нового военного округа под тем же номером. Командующим военным округом стал заместитель командира корпуса.
В составе 10-й армии, входившей в группу армий «Юг», Лееб участвовал в Польской кампании. XI армейский корпус Эмиля фон Лееба находился на левом фланге 10-й армии, которой в то время командовал Вальтер фон Рейхенау. В состав корпуса входили: 1-я лёгкая дивизия, 18-я пехотная дивизия, 19-я пехотная дивизия. Во время завоевания Польши корпус участвовал в наступлении и взятии Лодзи, переправе через Варту и в осаде Варшавы. После капитуляции Польши корпус был переброшен на Западный театр военных действий и находился на голландско-бельгийской границе, где проводил интенсивную подготовку к кампании 1940 года. 1 апреля 1940 года Лееб был сменён на своём посту командира корпуса генерал-лейтенантом Иоахимом фон Кортцфлейшем и переведён на службу в Берлин на новую должность.
Лееб был назначен начальником Управления вооружений сухопутных сил, которое он возглавлял до 1 февраля 1945 года. Лееб получил эту должность после смерти генерала артиллерии доктора Карла Беккера (Карл Хайнрих Эмиль Беккер), который совершил самоубийство из-за проблем в управлении и деятельности Heereswaffenamt (HWA).
Управление вооружений на тот момент переживало очень тяжёлый кризис, связанный с невозможностью в полной мере обеспечивать потребности бурно разрастающегося вермахта в условиях мировой войны в вооружениях и новой технике. В новой для себя должности Лееб не сумел полностью выправить ситуацию к лучшему, однако он смог значительно улучшить вопрос снабжения вермахта необходимым для него снаряжением. Главными его задачами на посту начальника управления стали: удовлетворение всё возрастающих потребностей сухопутных сил вермахта в условиях постоянно увеличивающегося числа военных противников нацистской Германии; создание, испытание, принятие на вооружение и запуск в производство новых образцов снаряжения, вооружений и боевой техники, которые могли бы принести победу Германии во Второй мировой войне.
В ходе осуществления этих задач в условиях постоянного расширения военных действий, которые вела Германия, на новых территориях (что, в свою очередь, порождало новые запросы вермахта на вооружения и технику), перед Леебом во весь рост вставали проблемы, которые он, в силу своего положения и занимаемой должности, не мог или не умел решить.
Основными из этих проблем являлись: рост численного состава военнослужащих вермахта (что требовало от Лееба вооружить всё большее количество людей), поражения Германии на фронтах боевых действий (что приводило к огромным потерям военной техники), нехватка высококвалифицированных и вообще обладавших в достаточном количестве нужными навыками рабочих (что приводило к невозможности резко увеличивать количество и качество выпускаемой боевой техники), жуткая (для Германии) коррупция в национал-социалистической верхушке и ошибки в государственном менеджменте (что расстраивало нормальную цепочку управления экономикой и вооружёнными силами), постоянная нехватка стратегического сырья (что не позволяло обслуживать даже текущие потребности сухопутных сил). Таким образом, задачи Лееба становились практически невыполнимыми.
Как начальник HWA, Лееб по должности подчинялся командующему армией резерва генералу артиллерии (19 июля 1940 года ему было присвоено звание генерал-полковник) Фридриху Фромму. Также в своей работе Лееб тесно сотрудничал с рейхсминистром вооружений и боеприпасов Фрицем Тодтом и (после гибели Тодта) его преемником на данном посту Альбертом Шпеером.
23 ноября 1943 года, во время сильной бомбёжки Берлина англо-американской авиацией, восьмиэтажное здание Heereswaffenamt, находившееся по соседству со зданием министерства вооружений (которое и было одной из основных целей бомбардировки), было частично разрушено. Однако Лееб, в этот момент находившийся на рабочем месте, совершенно не пострадал и даже не получил ни единой царапины.
Несмотря на тесное общение с генерал-оберстом Фридрихом Фроммом, Лееб оказался совершенно не замешан в заговоре 20 июля 1944 года. Поэтому Эмиль Лееб оставался на своём посту и после того, как командующим армией резерва был назначен Генрих Гиммлер. На должности руководителя HWA Лееб оставался почти до самого конца войны, когда в последние недели существования нацистской Германии наступила полная дезорганизация государственных структур и дезинтеграция территории страны и были распущены силы резервной армии. Во время битвы за Берлин Лееб уже не находился в столице рейха, ничем не руководил и не командовал.
1 мая 1945 года, через день после самоубийства Адольфа Гитлера, Лееб был официально отстранён от службы.
Также во время войны Лееб принимал участие в деятельности организации Arbeitsgemeinschaft Blitzableiter (нем. «Ассоциация громоотводов»). Данное название служило эвфемизмом для маскировки истинной цели организации — развития биологического оружия во время Второй мировой войны.
Лееб также состоял членом наблюдательного совета концерна «Reichswerke AG für Waffen- und Maschinenbau Hermann Göring» (Рейхсверке Герман Геринг).
В 1957 году Лееб вошёл в круг основателей Германской ассоциации оборонных технологий «Deutsche Gesellschaft fur Wehrtechnik», ставшей одной из лоббистов возрождающейся немецкой военной промышленности.
Эмиль Лееб скончался в Мюнхене 8 сентября 1969 года и похоронен в коммуне Waidring в федеральной земле Тироль (Австрия).

## Прохождениевоенной службы
- Фенрих — 7 июля 1901 года
- Лейтенант — 9 марта 1903 года
- Обер-лейтенант — 26 октября 1911 года
- Гауптман — 1 июня 1915 года
- Майор — 1 февраля 1925 года
- Оберстлейтенант — 1 декабря 1929 года
- Оберст — 1 октября 1932 года
- Генерал-майор — 1 июля 1935 года
- Генерал-лейтенант — 1 августа 1939 года
- Генерал артиллерии — 1 апреля 1939 года

## Награды
- Железный крест (1914) 2-го и 1-го класса[2]
- За военные заслуги (Бавария) 4-го класса с мечами[2]
- Австрийский Крест Военных заслуг 3-го класса с украшениями за военные заслуги[2]
- Рыцарский Крест военных заслуг (по состоянию на 20 июня 1944 года)

## Сочинения
- Emil Leeb: Aus der Rüstung des Dritten Reiches. (Das Heereswaffenamt 1938—1945). Ein authentischer Bericht des letzten Chefs des Heereswaffenamtes. Mittler Verlag, Frankfurt am Main 1958, (Wehrtechnische Monatshefte Beihefte 4).